# Widnau
Widnau je obec ve švýcarském kantonu St. Gallen. Nachází se na východě kantonu, nedaleko hranic s Rakouskem. Žije zde přibližně 9 600 obyvatel.

## Geografie
Politická obec Widnau má celkovou rozlohu 4,22 km², z čehož 59,4 % připadá na zastavěnou oblast. Pro zemědělské účely je využíváno 34,2 % celkové plochy. Zbývajících 6,4 % tvoří zásoby půdy (lesy a háje) a neproduktivní půda, včetně řek a jezer. Widnau se nachází na západním břehu Rýna, které tvoří hranici mezi rakouskou spolkovou zemí Vorarlbersko a švýcarským kantonem St. Gallen. K obci Widnau patří také část místní části Heerbrugg. Sousedními švýcarskými obcemi Widnau jsou Au na severu, Balgach na západě, Diepoldsau na východě a jihu; do sousední rakouské obce Lustenau se lze dostat přes Rýnský most u celnice Wiesenrain. Středem obce protéká kanál Rheintaler Binnenkanal, který vede souběžně s Rýnem na švýcarské straně. Hlavním geografickým rizikovým faktorem jsou také povodně; významné obcí prošly v letech 1999 a 2013.

## Historie

Letecký pohled (1954)

Údolí Rýna bylo osídlováno Alamany od 7. a 8. století. Rýnská nížina byla převážně bažinatá, zatímco oblasti na úpatí Alp a Appenzellu byly hustě zalesněné.
Dnešní název Widnau se poprvé objevuje v listině kláštera v St. Gallenu z roku 1303 jako Widenouwe, což původně znamenalo „u louky porostlé vrbami“.
Widnau patřilo po staletí k císařskému dvoru Lustenau. Přestože celá údolní oblast na levém břehu Rýna přešla v roce 1490 pod svrchovanost konfederačních měst jako poddanství, jurisdikce v údolí Rýna zůstala rozptýlená, protože hrabata z Hohenemsu si nadále činila nároky na nízkou jurisdikci.
Dne 6. ledna 1593 byl od Lustenau oddělen Widnau-Haslach na levém břehu Rýna (území dnešních obcí Widnau, Schmitter a Au). 5. června 1593 se konal první městský sněm.
V roce 1775 následovalo rozdělení na tři samostatné okrsky Widnau, Schmitter a Au-Haslach.
V letech 1766–1776 přišla na řadu hrabata z Harrachu. V letech 1782–1798 držel rod von Salis-Soglio kromě nižší jurisdikce také církevní patronát nad Widnau, a to až do roku 1856.
Napoleon v roce 1798 vytvořil nové poměry: rozbitou konfederaci převedl do Helvétské republiky a Widnau bylo začleněno do nově vytvořeného kantonu Säntis jako součást obce Diepoldsau. V průběhu zákonodárné činnosti nově jmenované Velké rady byly v roce 1803 vytvořeny politické obce v jejich moderní podobě a jejich úkoly byly zakotveny v ústavě. Widnau se tak stalo opět součástí politické obce Diepoldsau.
V roce 1879 založili obyvatelé Widnau takzvanou separační komisi, která měla vládě předložit žádost o oddělení od Diepoldsau a o politickou samosprávu. Po dvaatřiceti schůzích a několika těsných hlasováních rozhodla vládní rada 1. května 1882 vyhovět žádosti obyvatel Widnau o samostatné politické společenství. Po řadě příprav, jako bylo vyměření, vymezení a vyznačení hranic, nabylo rozhodnutí právní moci 1. července 1883. Od té doby nevznikla v kantonu St. Gallen žádná nová obec územním oddělením.

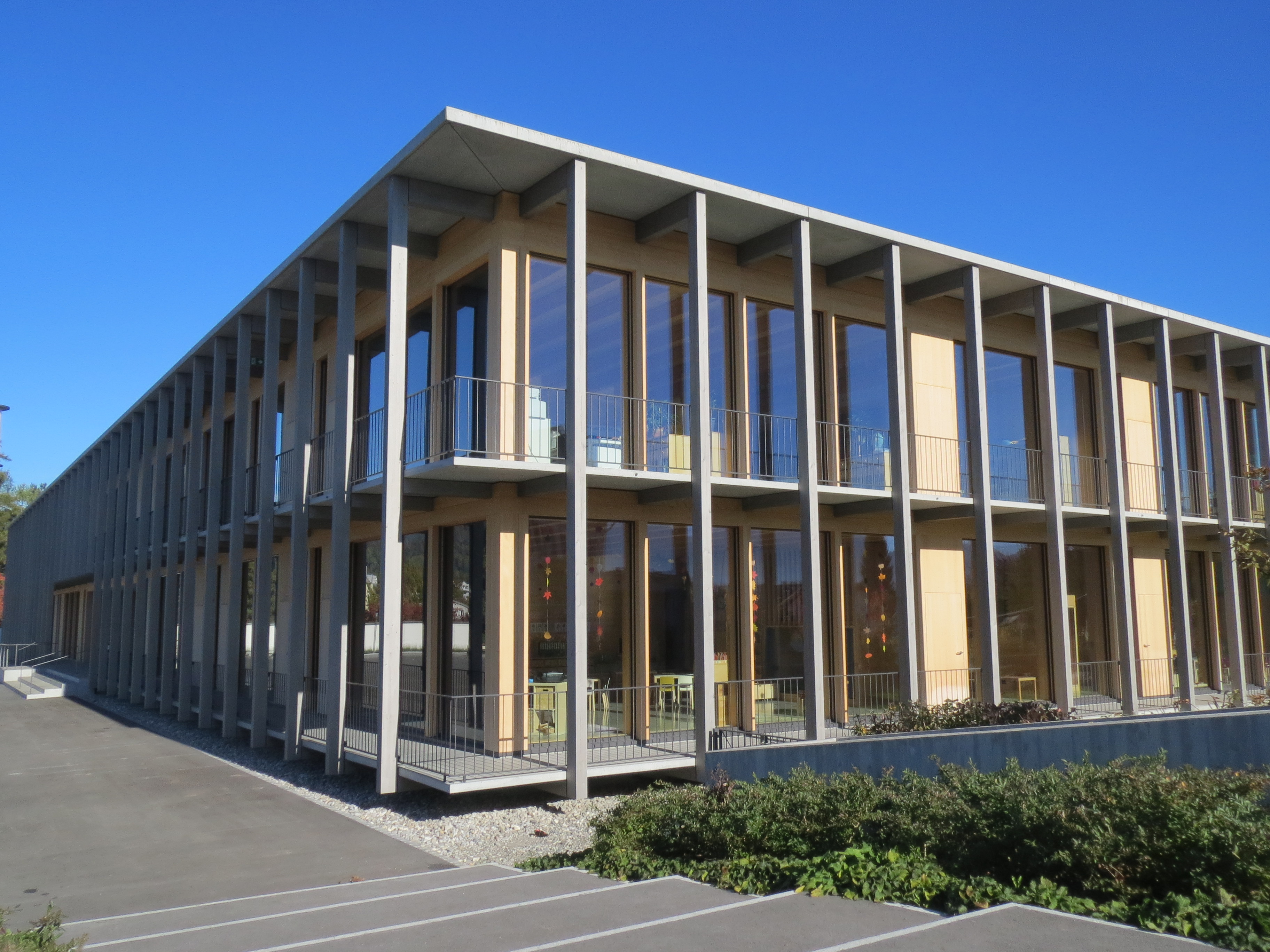
Moderní budova školy v obci

Stejně jako většina obcí v údolí Rýna bylo Widnau chudou malou zemědělskou obcí. Obyvatelé trpěli každoročně se opakujícími povodněmi. Rýn pravidelně připravoval sedláky o jejich několik kusů dobytka a skromnou úrodu. Proto při založení obce v roce 1883 panovaly nejen pochybnosti, zda ve Widnau vyroste dostatek inteligence, která by mohla úspěšně spravovat vlastní obec, ale také se tušilo, že na to nebude zdaleka dost peněz. V polovině 19. století začínali jednotliví drobní zemědělci s navíjením hedvábí v domácnostech, později s vyšíváním. Ruční vyšívací stroj přinesl možnosti výdělku ve větším měřítku. S vyšívacím strojem Schiffli a technickým rozvojem na automatické stroje se vedlejší činnost stala hlavním zdrojem příjmů. Widnau se stalo vesnicí výšivek. Rozkvět vyšívacího průmyslu zaměřeného na export se během první světové války zcela zhroutil. To přineslo mnoha rodinám s mnoha dětmi opět strádání a chudobu. To vedlo ve dvacátých letech k vlně emigrace do Ameriky.
Období po druhé světové válce přineslo značný vzestup. Usadily se zde nové obchodní a průmyslové podniky. Widnau se změnilo z chudé zemědělské vesnice v moderní, progresivní průmyslovou obec. Během fáze trvalého růstu a konjunktury v 50. až 70. letech 20. století se místní mikropodniky vyvinuly v renomované podniky, které dnes mají celosvětovou pověst a v mnoha případech jsou stále ve vlastnictví rodin zakladatelů. místní hospodářství se vyznačovalo také vysokou mírou inovací.
V roce 2005 byly poprvé oživeny plány formulované v roce 1930 na sloučení obcí Au, Balgach, Berneck, Diepoldsau a Widnau do města Heerbrugg. Nová obec by měla asi 27 000 obyvatel. Tento návrh však byl 17. června 2007 voliči všech obcí zamítnut. Hlavním důvodem, který byl identifikován ve studii, byla obava ze ztráty místní identity jednotlivých komunit.

## Obyvatelstvo

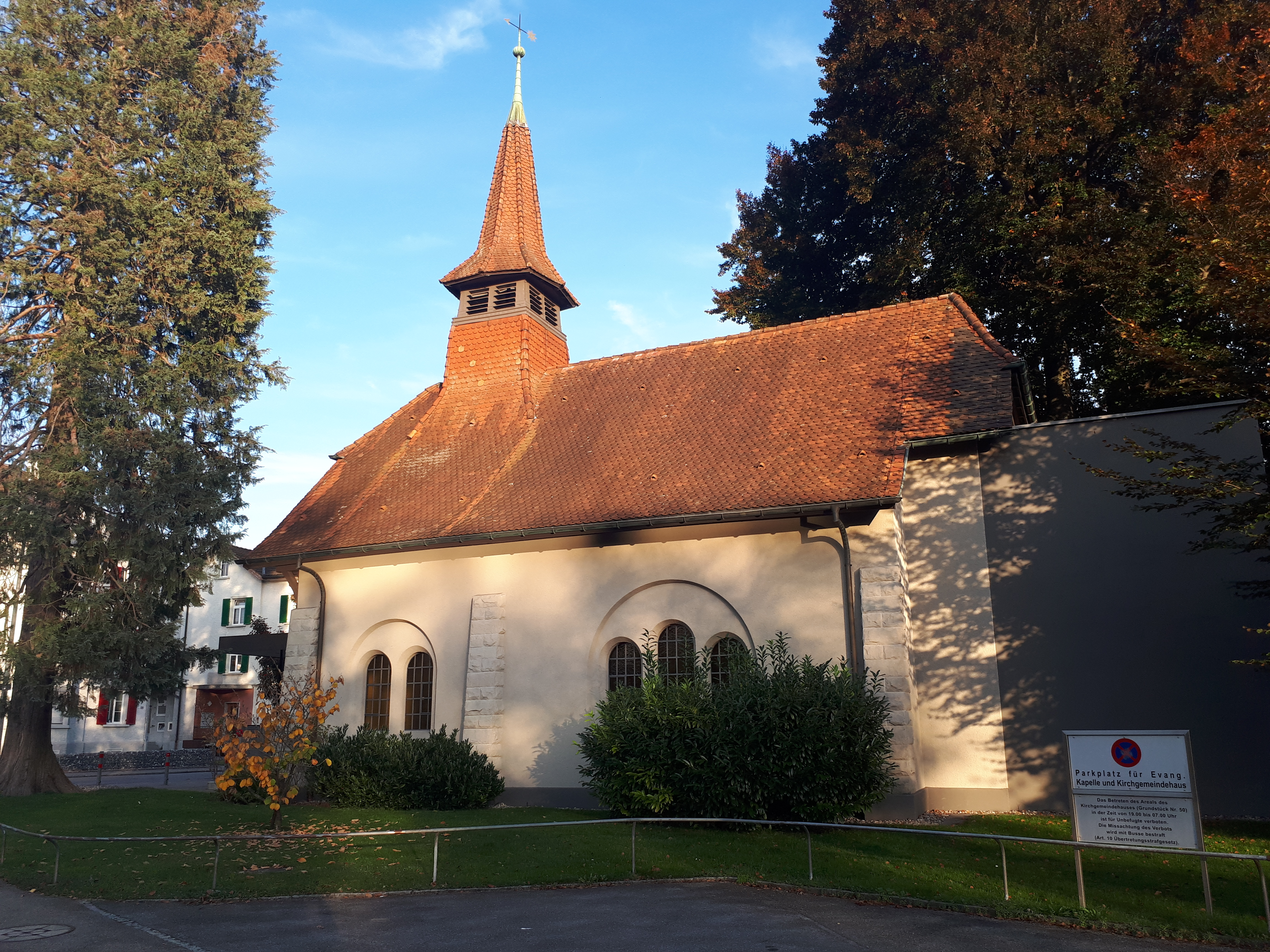
Evangelický kostel ve Widnau

| Rok            | 1888 | 1900 | 1910 | 1920 | 1930 | 1941 | 1950 | 1960 | 1970 | 1980 | 1990 | 2000 | 2010 | 2015 | 2018 |
| Počet obyvatel | 1452 | 1783 | 2621 | 2596 | 2974 | 3052 | 3577 | 4309 | 5539 | 5859 | 6174 | 7470 | 8858 | 9420 | 9694 |

## Hospodářství

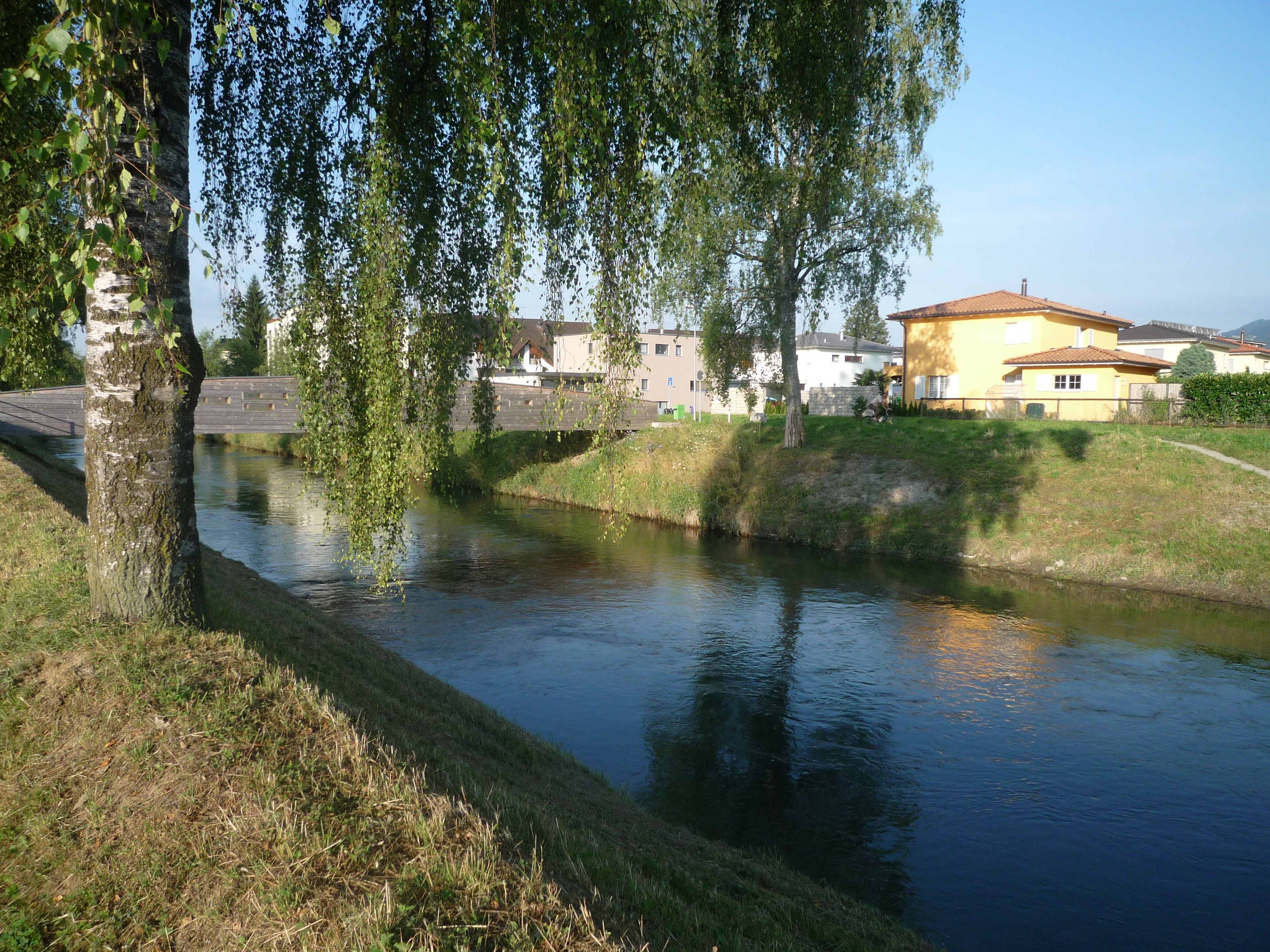
Binnenkanal

Widnau je významnou obchodní lokalitou v údolí Rýna v kantonu St. Gallen. V roce 2017 mělo Widnau 696 podniků a 5009 zaměstnanců (z toho 4124 na plný úvazek). Z toho 66 % pracujících pracovalo v terciárním sektoru hospodářství (sektor služeb). V sekundárním hospodářském sektoru (průmysl) bylo zaměstnáno 33 % pracujících.
Počátek industrializace se datuje od vzniku ručního vyšívacího stroje kolem roku 1850. V roce 1879 se jich ve Widnau používalo již 115. V roce 1897 postavil majitel vyšívací továrny Jacob Rohner ve Widnau továrnu a v roce 1905 přibyla vyšívací továrna Julia Bunkeho.

## Doprava
Do Widnau jezdí ze železniční stanice Heerbrugg autobusové linky 303 a 351 společnosti RTB Rheintal Bus. Linka 303 jezdí přes hranice do rakouského Hohenemsu. Linka 351 jezdí z Heerbruggu do Widnau, částečně také přeshraničně do Lustenau a Dornbirnu. Obec nabízí také půjčovnu elektrokol. Nejoblíbenějším způsobem dopravy je individuální motorová doprava a jízdní kola. Widnau má velmi hustou síť silnic a cyklostezek. Železniční stanice na trati St. Gallen–Chur se nachází nedaleko hranic obce v Heerbruggu. Překladiště kombinované dopravy s 1 kolejí (160 m dlouhou) provozuje společnost SBB Cargo.
Widnau leží na dálnici A13 a je vzdáleno asi 19 km od letiště Altenrhein.